# Небесний пейзаж

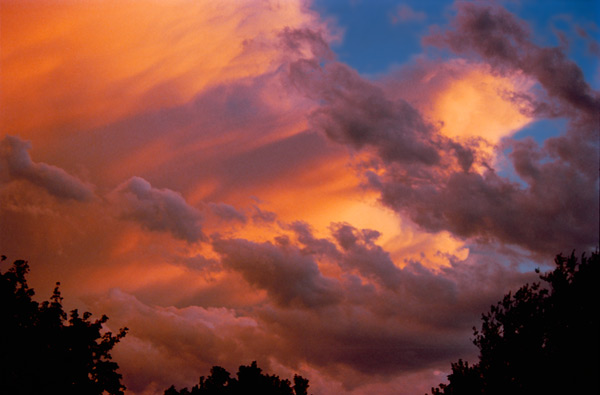
Різнобарвні хмари

Небесний пейзаж є одним з жанрів фотографії, присвяченим зображенню хмар або неба.  
Одним з перших фотографів, який зацікавився небесним пейзажем, можна вважати бельгійця фр. Léonard Misonne (1870–1943), у доробку якого було багато чорно-білих знімків темного захмареного неба.
Від початку до середини 20-го століття, американський фотограф Альфред Стіґліц  (1864–1946) створив серію фотографій хмар під назвою "equivalents" (1925–1931). Згідно з оповіддю про цю серію, представленою на сайті музею Phillips Collection, "За цими зображеннями стоїть символічний естетизм, який значною мірою був абстрактним еквівалентом його власних переживань, думок і емоцій". Ближче до наших часів зображення цього жанру були помічені в доробку фотографів Ральфа Штайнера, Роберта Девіса і Тцелі Гаджідимітру (див. вказані нижче каталоги).

## Галерея

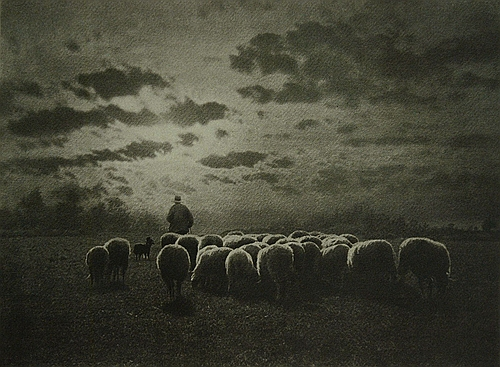
Приклад фотографії Леонарда Місоне
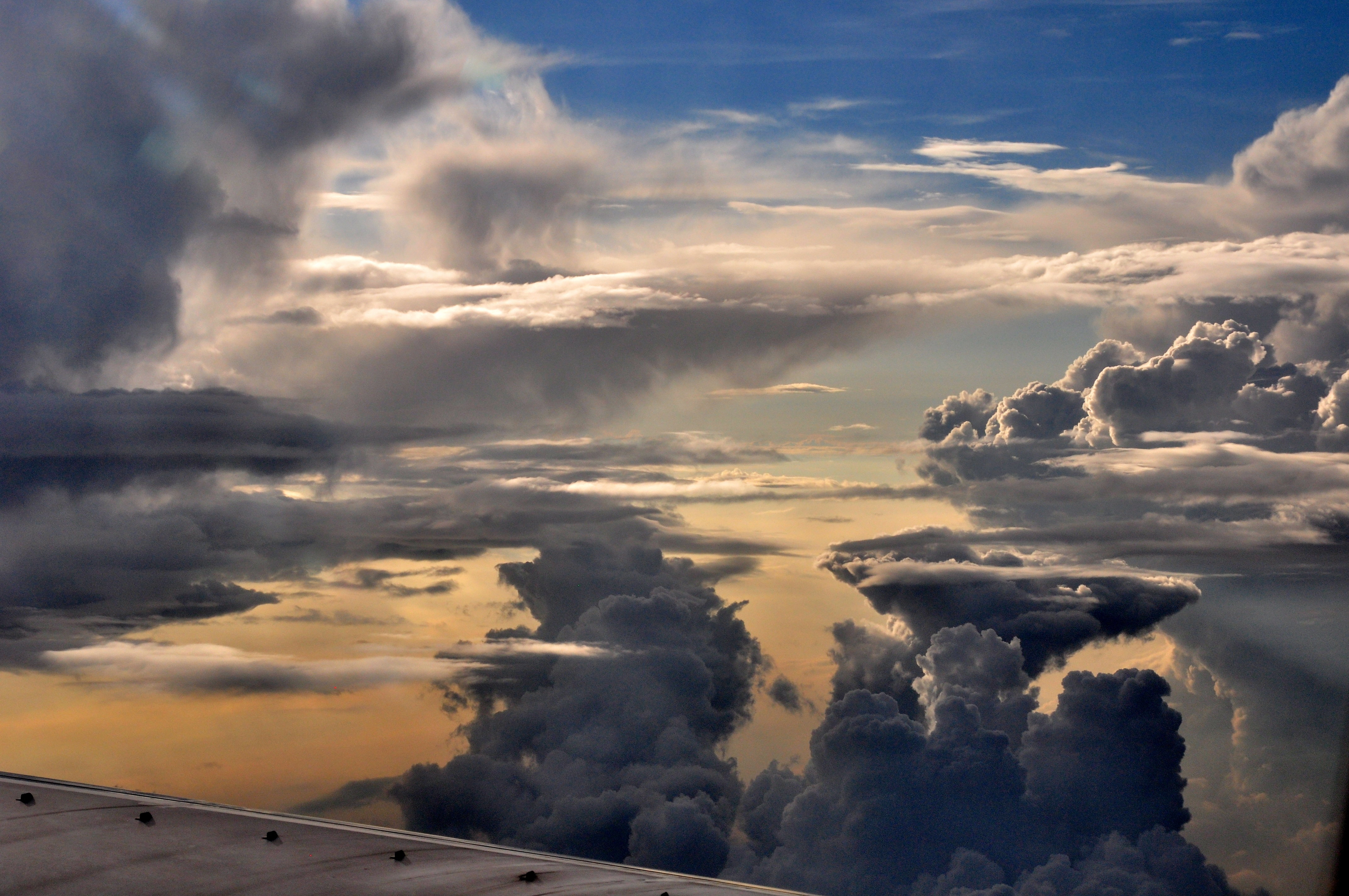
Грозова хмарність, знята з літака поблизу Теребовлі
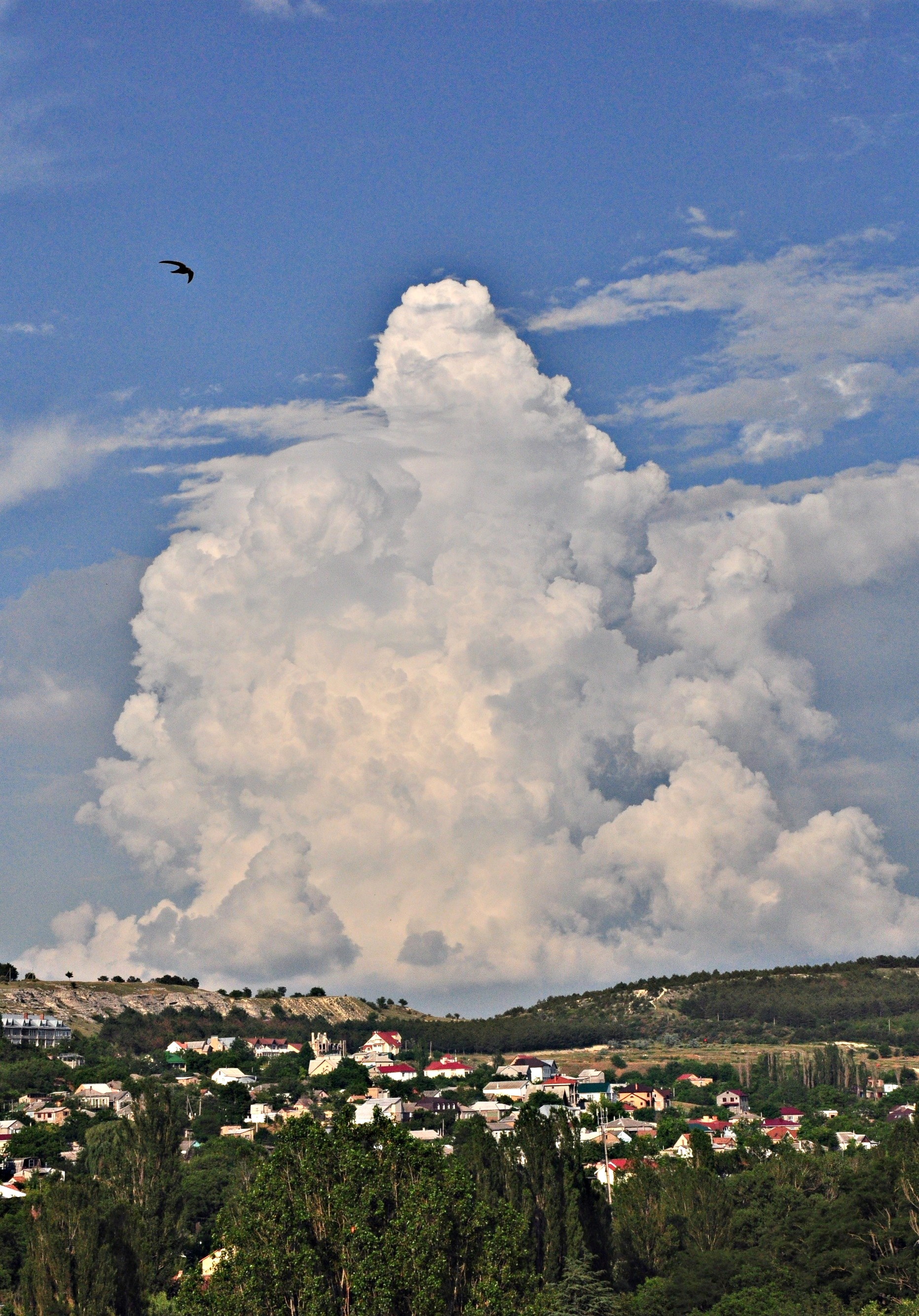
Купчаста хмара понад Сімферопольським ботанічним садом
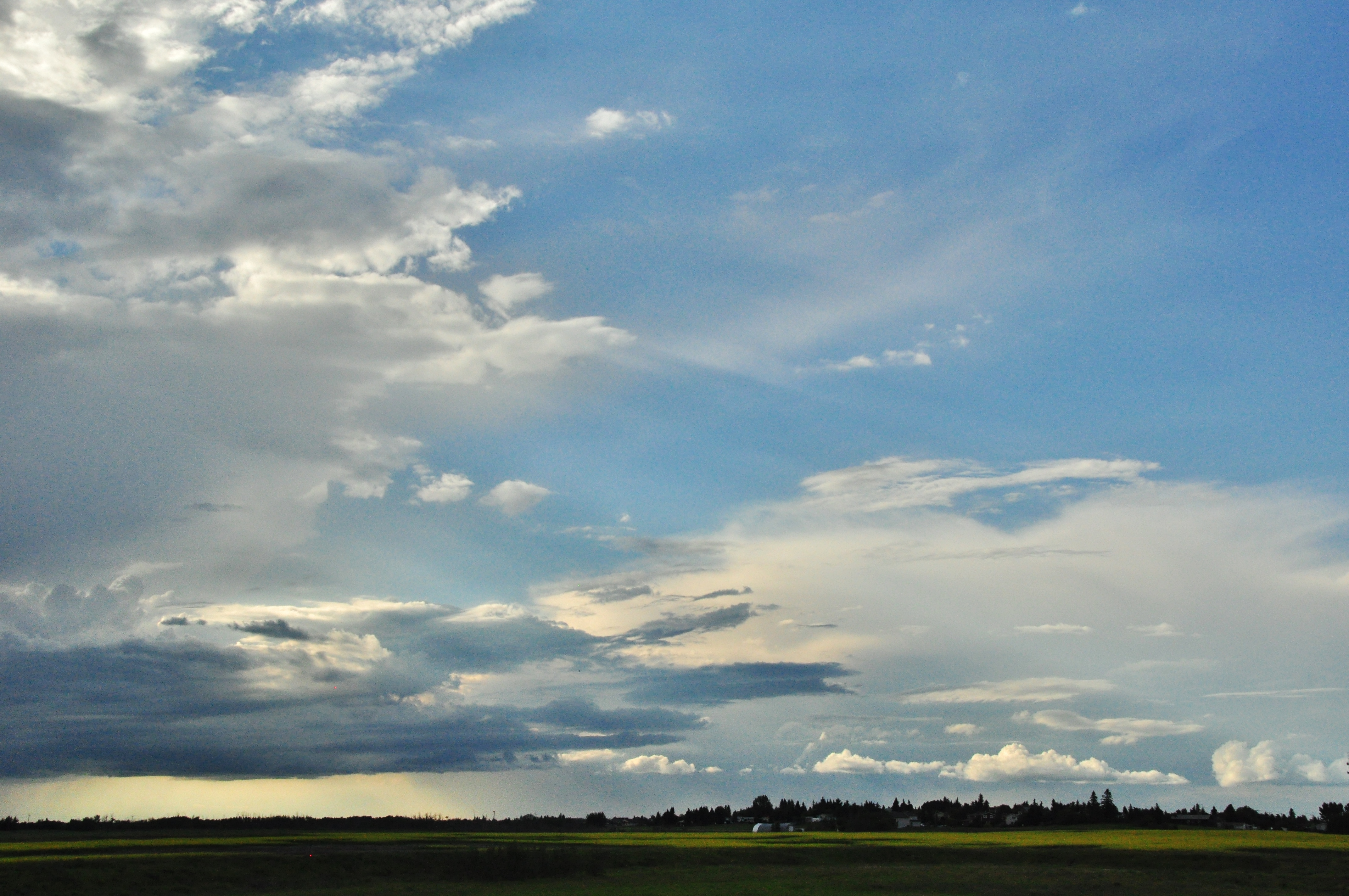
Вечірнє небо перед грозою поблизу містечка Мандер, Альберта